# Veronika Wallinger
Veronika Stallmaier z d. Wallinger (ur. 30 lipca 1964 w Sankt Koloman) – austriacka narciarka alpejska, brązowa medalistka olimpijska oraz dwukrotna mistrzyni świata juniorów.

## Kariera
Pierwsze sukcesy w karierze Veronika Wallinger osiągnęła w 1984 roku, kiedy podczas mistrzostw świata juniorów w Sugarloaf zdobyła dwa złote medale. Najpierw zwyciężyła w biegu zjazdowym, wyprzedzając Francuzkę Hélène Barbier oraz Heidi Zeller ze Szwajcarii. Następnie złoty medal zdobyła także w kombinacji, wyprzedzając Barbier i kolejną Szwajcarkę, Chantal Bournissen. Pierwsze punkty do klasyfikacji Pucharu Świata wywalczyła 7 grudnia 1983 roku w Val d’Isère, zajmując piętnaste miejsce w zjeździe. Łącznie w zawodach tego cyklu sześciokrotnie stawała na podium: 23 stycznia 1988 roku w Bad Gastein, 12 marca 1988 roku w Rossland była trzecia w zjeździe, 15 grudnia 1988 roku w Altenmarkt zajęła drugie miejsce w tej samej konkurencji, a 8 sierpnia 1989 roku w Las Leñas, 18 stycznia 1991 roku w Méribel i 8 lutego 1991 roku w Garmisch-Partenkirchen ponownie zajmowała trzecie miejsce. Najlepsze wyniki osiągnęła w sezonie 1990/1991, kiedy to zajęła trzynaste miejsce w klasyfikacji generalnej. Była też między innymi czwarta w klasyfikacji zjazdu w sezonie 1987/1988 oraz piąta w tej klasyfikacji w sezonach 1988/1989 i 1990/1991.
Największy sukces osiągnęła podczas igrzysk olimpijskich w Albertville w 1992 roku, gdzie zdobyła brązowy medal w biegu zjazdowym. W zawodach tych wyprzedziły ją jedynie Kanadyjka Kerrin Lee-Gartner oraz Hilary Lindh z USA. W tej samej konkurencji zajęła także dziesiąte miejsce na igrzyskach olimpijskich w Sarajewie w 1984 roku oraz czternaste podczas igrzysk w Lillehammer dziesięć lat później. Wielokrotnie startowała na mistrzostwach świata, najlepszy wynik osiągając na mistrzostwach świata w Bormio w 1985 roku, gdzie była ósma w kombinacji.
Kilkukrotnie zdobywała medale mistrzostw Austrii, w tym złote w zjeździe w latach 1983 i 1993. W 1995 roku zakończyła karierę. Trzy lata wcześniej otrzymała Odznakę Honorową za Zasługi dla Republiki Austrii.

## Osiągnięcia

### Igrzyska olimpijskie
| Miejsce | Dzień     | Rok  | Miejscowość | Konkurencja | Czas biegu  | Strata  | Zwyciężczyni       |
| ------- | --------- | ---- | ----------- | ----------- | ----------- | ------- | ------------------ |
| 10.     | 16 lutego | 1984 | Sarajewo    | Zjazd       | 1:13,36 min | +1,43 s | Michela Figini     |
| DNF     | 13 lutego | 1984 | Sarajewo    | Slalom      | 1:36,47 min | -       | Paoletta Magoni    |
| 3.      | 15 lutego | 1992 | Albertville | Zjazd       | 1:52,55 min | +0,09 s | Kerrin Lee-Gartner |
| 22.     | 15 lutego | 1994 | Lillehammer | Supergigant | 1:22,15 min | +1,68 s | Diann Roffe        |
| 14.     | 19 lutego | 1994 | Lillehammer | Zjazd       | 1:35,93 min | +2,01 s | Katja Seizinger    |

### Mistrzostwa świata
| Miejsce | Dzień       | Rok  | Miejscowość   | Konkurencja | Czas biegu  | Strata     | Zwyciężczyni     |
| ------- | ----------- | ---- | ------------- | ----------- | ----------- | ---------- | ---------------- |
| 8.      | 4 lutego    | 1985 | Bormio        | Kombinacja  | 18,72 pkt   | +43,38 pkt | Erika Hess       |
| DNF     | 30 stycznia | 1987 | Crans Montana | Kombinacja  | 15,32 pkt   | -          | Erika Hess       |
| 15.     | 5 lutego    | 1989 | Vail          | Zjazd       | 1:46,50 min | +2,51 s    | Maria Walliser   |
| 16.     | 26 stycznia | 1991 | Saalbach      | Zjazd       | 1:29,12 min | +1,90 s    | Petra Kronberger |
| 11.     | 11 lutego   | 1993 | Morioka       | Zjazd       | 1:27,38 min | +1,23 s    | Kate Pace        |

### Mistrzostwa świata juniorów
| Miejsce | Dzień   | Rok  | Miejscowość | Konkurencja | Czas biegu  | Strata  | Zwyciężczyni |
| ------- | ------- | ---- | ----------- | ----------- | ----------- | ------- | ------------ |
| 9.      | 3 marca | 1983 | Sestriere   | Zjazd       | 1:32,49 min | +2,43 s | Marina Kiehl |
| 1.      | 1 marca | 1984 | Sugarloaf   | Zjazd       | 1:14,46 min | -       | -            |
| 1.      | 3 marca | 1984 | Sugarloaf   | Kombinacja  | ?           | -       | -            |

### Puchar Świata

#### Miejsca w klasyfikacji generalnej
- sezon 1983/1984: 53.
- sezon 1984/1985: 56.
- sezon 1985/1986: 46.
- sezon 1986/1987: 71.
- sezon 1987/1988: 22.
- sezon 1988/1989: 15.
- sezon 1989/1990: 14.
- sezon 1990/1991: 13.
- sezon 1991/1992: 29.
- sezon 1992/1993: 40.
- sezon 1993/1994: 37.
- sezon 1994/1995: 52.

### Miejsca na podium
1. Bad Gastein – 23 stycznia 1988 (zjazd) – 3. miejsce
2. Rossland – 12 marca 1988 (zjazd) – 3. miejsce
3. Altenmarkt – 15 grudnia 1988 (zjazd) – 2. miejsce
4. Las Leñas – 8 sierpnia 1989 (zjazd) – 3. miejsce
5. Méribel – 18 stycznia 1991 (zjazd) – 3. miejsce
6. Garmisch-Partenkirchen – 8 lutego 1991 (zjazd) – 3. miejsce